# Vinícius Coimbra
Vinícius Coimbra es un director de televisión brasileño. Estuvo casado con la actriz Vanessa Gerbelli, que conoció durante las grabaciones de la telenovela Desejos de Mulher, con quien tiene dos hijos.

## Trabajos
- 2013 - Malhação (serie) - dirección general (3 episodios)
- 2012 - Lado a Lado (telenovela) - dirección general[1]
- 2011 - Insensato corazón (telenovela) - dirección general
- 2009 - Cuna de gato (telenovela) - dirección
- 2008 - Três Irmãs (telenovela) - dirección
- 2008 - Queridos Amigos (miniserie) - dirección
- 2007 - Paraíso Tropical (telenovela) - dirección
- 2006 - El profeta (telenovela) - dirección
- 2006 - JK (miniserie) - dirección
- 2004 - Como uma Onda (telenovela) - dirección
- 2003 - Celebridad (telenovela) - dirección
- 2002 - Sabor da Paixão (telenovela) - dirección
- 2002 - Deseos de mujer (telenovela) - dirección
- 2001 - Um Anjo Caiu do Céu (telenovela) - asistente de dirección
- 1998 - Central do Brasil (filme) asistente de dirección